# Xian de Lichuan
Pour les articles homonymes, voir Lichuan (homonymie).
Le xian de Lichuan (黎川县 ; pinyin : Líchuān Xiàn) est un district administratif de la province du Jiangxi en Chine. Il est placé sous la juridiction de la ville-préfecture de Fuzhou.

## Démographie
La population du district était de 230 043 habitants en 1999.